# Laura Fagerlund
Laura Fagerlund, född 16 september 1994, är en finlandssvensk politiker och föreningsledare. Fagerlund fungerar som ordförande för Svensk Ungdoms internationella utskott samt som vice ordförande för Svensk Ungdoms globala takorganisation International Federation of Liberal Youth (IFLRY).
Fagerlund tog sin magisterexamen i statskunskap vid Åbo Akademi.